# Шелеховское озеро (Украина)
Ше́леховское о́зеро (укр. Шелехівське озеро) — озеро тектонического происхождения в Лебединском районе Сумской области. Гидрологический памятник природы общегосударственного значения. Располагается в лесной местности севернее села Межирич.
Озеро имеет древнейшую историю. По мнению ученых, оно образовалось ещё во времена ледникового периода. Оно такое же древнее как озёра Байкал, Ладожское, Онежское и озеро Виктория. Громадные сдвиги горы заградили дорогу талым водам и создали водную чашу площадью в 0,07 км².
С высоты птичьего полета Шелеховское озеро похоже на разогнутую подкову.
Озеро окружено природным лесом. Вдоль берегов растут берёзы, ивы, встречается ольха. В лесу раскинули свои огромные кроны дубы, рядом с ними акации, клёны, сосны. Растительный мир вокруг озера очень богат. Здесь произрастает много яснотки, ежевики и хмеля. В окрестностях ледникового озера можно встретить диких зверей (кабаны). Встречаются гадюки и бобры.
С южной стороны на дне озера много ила. Здесь преобладает красный карась, вьюн. Самый многочисленный в озере — речной рак.
Северная сторона озера, к которой пробивается множество родников, зовется Гузырь. Там много чистоводной рыбы: есть окуни, щуки, лини.